# Josef Albers
Josef Albers (Bottrop, 19 marzo 1888 – New Haven, 26 marzo 1976) è stato un pittore tedesco.

## Biografia
Josef Albers nacque il 19 marzo 1888 a Bottrop.
Dopo aver studiato pittura a Berlino, Essen e Monaco di Baviera, nel 1920 entrò nel Bauhaus a Weimar.
Nel 1925, quando il Bauhaus si trasferì a Dessau, divenne professore.
In quegli anni le sue opere cercano di sovvertire il carattere statico della pittura per mettere in evidenza l'instabilità delle forme; per fare questo Albers ripete modelli geometrici astratti, facendo uso quasi esclusivamente dei colori primari.
Le sue creazioni di questo periodo includono stampe, progetti di mobili, lavori in metallo, ma soprattutto collage di vetro colorato che permettono continue variazioni di luce.

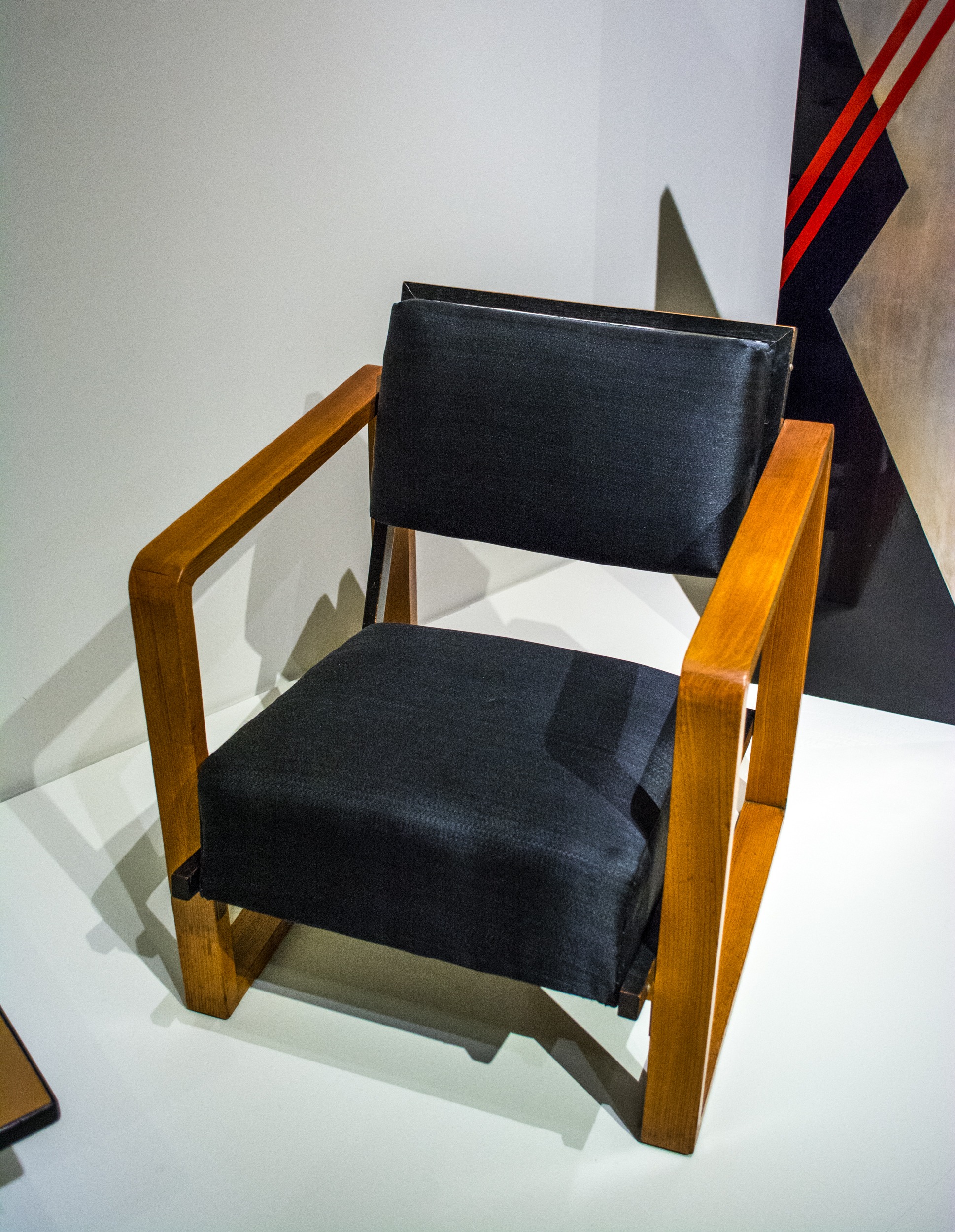
Poltrona, Josef Albers, Cleveland Museum of Art

A causa della repressione nazista, nel 1933 il Bauhaus fu costretto alla chiusura.
Albers emigrò allora negli Stati Uniti, di cui divenne cittadino nel 1939, dove insegnò in Carolina del Nord fino al 1949.
Nel 1950 si trasferì a New Haven per insegnare all'Università Yale, ritirandosi dall'insegnamento nel 1958.
In questi anni Albers si concentrò su diverse serie di pitture, fatte da disegni geometrici tra loro simili che danno effetti di ambiguità, il cui scopo è di esplorare sistematicamente gli effetti della percezione.
La sua serie più nota, “Omaggio al quadrato” (serie cominciata nel 1949), è fatta da semplici quadrati ripetuti e sovrapposti, colorati con diverse tonalità che creano un effetto ottico di profondità.
Albers è ricordato anche come teorico dell'arte astratta: tenne molte conferenze e pubblicò diversi libri e articoli in cui cercò di indagare la logica intrinseca che governa i colori.
Le sue teorie ebbero un'influenza importante su generazioni di giovani artisti, formando in particolare il fondamento dell'astrazione dell'Op art. 
Nei suoi studi sull'arte ottica collaborò con alcuni artisti italiani fra i quali Getulio Alviani
Il suo lavoro di insegnante gli permise di avere fra i suoi allievi Richard Anuszkiewicz, Alan Fletcher, Eva Hesse, Robert Rauschenberg, Kenneth Noland, Robert Motherwell, Ray Johnson e Susan Weil.
Albers continuò a dipingere e a scrivere a New Haven insieme alla moglie, l'artista tessile Anni Albers, fino alla morte, avvenuta il 26 marzo 1976.